# Vättak
Vättak är kyrkbyn i Vättaks socken i Tidaholms kommun i Västergötland.
Här ligger Vättaks kyrka